# Jeffrey Solís Calderón
Jeffrey Omar Solís Calderón (San José, Costa Rica, 23 de mayo de 1974) es un exárbitro costarricense que dirigió partidos de la Primera División de Costa Rica e internacionales como la Liga de Campeones de la Concacaf, Copa Oro de la Concacaf, y la Clasificación de Concacaf para la Copa Mundial. Actualmente es coordinador de la dirección de arbitraje de la Primera División de Costa Rica.

## Trayectoria
Debutó profesionalmente en la Primera División de Costa Rica el 27 de enero de 2008 en un partido de Municipal Pérez Zeledón contra Santos de Guápiles en el que finalizó con victoria para Municipal Pérez Zeledón sin haber mostrado tarjetas amarillas. 
Participó en el Campeonato Sub-20 de la Concacaf de 2011, arbitrando un partido entre Honduras y Jamaica, en la victoria hondureña 2-1, mostrando 4 tarjetas amarillas.
Dirigió un encuentro de la SuperLiga Norteamericana entre el Houston Dynamo FC y el C.F Pachuca, mostrando 4 tarjetas amarillas en victoria para el Houston Dynamo FC con el marcador 2-1.
Su primer partido a nivel internacional con selecciones mayor se dio en la Copa de Oro de la Concacaf 2011, en el que fue el juez del encuentro entre las selecciones de Guadalupe y Estados Unidos en primera fase de grupos, mostró 3 tarjetas amarillas en el encuentro.
En la temporada 2011-12, debutó como árbitro internacional en la Liga de Campeones de la Concacaf en la ronda de clasificación entre los equipos de Seattle Sounders F.C y el San Francisco F.C, mostrando 6 tarjetas amarillas en la victoria para el Seattle Sounders F.C con el marcador 2-0.
Debutó en la Clasificación de Concacaf para la Copa Mundial de Fútbol de 2014 en la primera fase de grupos, en el que fue el juez entre las selecciones de Curazao y Haití, en su segundo partido entre Barbados y Trinidad y Tobago, y en su tercer juego entre las selecciones de Canadá y Panamá.
En la misma temporada de 2011-12, tuvo la oportunidad de ser el árbitro central en dos partidos amistosos de la selección sub-20 de Costa Rica, entre dos encuentros contra selección sub-20 de Irak, en un empate entre ambos adversarios y una victoria para el combinado iraquí. 
El 31 de mayo de 2012 tuvo su debut en un partido amistoso de selecciones mayores, siendo el jurado entre las selecciones de Estados Unidos y Brasil mostrando 4 tarjetas amarillas, en victoria brasileña 1-4.
En la temporada 2012-13, fue el juez en un partido amistoso de selecciones mayores entre Estados Unidos y Bélgica, mostrando 2 tarjetas amarillas en victoria de Bélgica 2-4.
Debutó en la Copa Oro 2013 en un partido entre Trinidad y Tobago y Haití, mostrando tarjetas amarillas en la victoria trinitense 2-0.
En la temporada 2013-14, fue el árbitro principal de un partido amistoso entre las selecciones de México y Portugal, mostrando 5 tarjetas amarillas en la victoria portuguesa 0-1.
Debutó en la Copa Centroamericana 2014 en un partido entre las selecciones de Nicaragua y El Salvador, mostrando 2 tarjetas amarillas en la victoria nicaragüense 0-1.
En la temporada 2015-16, dirigió 3 partidos de la Liga de Campeones de la Concacaf en dos fases de grupos y un partido de cuartos de final. El 31 de enero de 2016 arbitró un partido amistoso entre las selecciones de Estados Unidos y Islandia, mostrando 2 tarjetas amarillas en la victoria estaunidense 3-2.
En la temporada 2016-17, tuvo un partido en suelo estaunidense de la North American Soccer League, equivalente a la segunda división de Estados Unidos. Fue dado el 7 de mayo de 2017 entre los clubes de Puerto Rico FC y el Miami F.C, en el que mostró 1 tarjeta amarilla en victoria para el Miami F.C con el marcador 1-2.
Dirigió un partido amistoso entre la selecciones de Estados Unidos y Venezuela y sin tarjetas amarillas, ambas selecciones finalizaron con empate 1-1.
Tuvo dos participaciones en la Clasificación de Concacaf para la Copa Mundial de Fútbol de 2018, entre las selecciones de Dominica y Canadá, mientras en el segundo partido fue Estados Unidos y San Vicente y las Granadinas.

## Estadísticas

### Competiciones nacionales
| Competición                    | País           | Partidos |
| ------------------------------ | -------------- | -------- |
| Primera División de Costa Rica | Costa Rica     | 159      |
| North American Soccer League   | Estados Unidos | 1        |
| Total carrera                  | Total carrera  | 160      |

### Competiciones internacionales
| Categoría                                      | Partidos |
| ---------------------------------------------- | -------- |
| Liga de Campeones de la Concacaf               | 8        |
| Partidos amistosos                             | 7        |
| Clasificación de Concacaf para la Copa Mundial | 5        |
| Copa Oro de la Concacaf                        | 2        |
| Copa Centroamericana                           | 1        |
| Campeonato Sub-20 de la Concacaf               | 1        |
| SuperLiga Norteamericana                       | 1        |
| Total carrera                                  | 25       |

### Torneos de clubes
Ha arbitrado en los siguientes torneos de clubes:
- Primera División de Costa Rica
- Torneo de Copa de Costa Rica
- North American Soccer League
- SuperLiga Norteamericana
- Liga de Campeones de la Concacaf

### Torneos de selecciones
Ha arbitrado en los siguientes torneos de selecciones nacionales:
- Campeonato Sub-20 de la Concacaf de 2011
- Copa de Oro de la Concacaf 2011
- Clasificación de Concacaf para la Copa Mundial de 2014
- Copa de Oro de la Concacaf 2013
- Copa Centroamericana 2014
- Clasificación de Concacaf para la Copa Mundial de 2018